# Руденко, Андрей Авксентьевич
Андрей Авксентьевич Руденко (1918—1982) — полковник Советской Армии, участник Великой Отечественной войны, Герой Советского Союза (1945).

## Биография
Родился 16 декабря 1918 года в Екатеринбурге.
Окончил девять классов школы. В 1936 году призван на службу в Рабоче-крестьянскую Красную Армию. В 1938 году окончил Чкаловскую военную авиационную школу лётчиков.
С начала Великой Отечественной войны — на её фронтах.
К октябрю 1944 года гвардии капитан Андрей Руденко командовал звеном 164-го гвардейского отдельного разведывательного авиаполка 4-й воздушной армии 2-го Белорусского фронта. К тому времени он совершил 262 боевых вылета на воздушную разведку и аэрофотосъёмку, а также на штурмовку скоплений боевой техники и живой силы противника, нанеся ему большие потери.
Указом Президиума Верховного Совета СССР от 23 февраля 1945 года гвардии капитан Андрей Руденко был удостоен высокого звания Героя Советского Союза с вручением ордена Ленина и медали «Золотая Звезда».
Также награждён тремя орденами Красного Знамени (06.11.1941, 29.04.1944, 30.12.1956), орденом Отечественной войны 2-й степени (17.06.1943), двумя орденами Красной Звезды (23.12.1941, 19.11.1951), рядом медалей. в том числе «За боевые заслуги» (06.11.1947), «За оборону Кавказа» (01.05.1944), «За победу над Германией в Великой Отечественной войне 1941—1945 гг.» (09.05.1945), «За взятие Кенигсберга» (09.06.1945).
После окончания войны продолжил службу в Советской Армии. В 1956 году окончил Центральные лётно-тактические курсы. В 1960 году в звании полковника уволен в запас.
Работал на машиностроительном заводе имени М. И. Калинина диспетчером производственного отдела.
Скончался 3 мая 1982 года. Похоронен на Широкореченском кладбище Екатеринбурга.